# Rabat (Malta)
Rabat es un consejo local y un pueblo en las afueras de Mdina (Malta). Su población es de 11.462 a fecha de noviembre de 2005. Es conocido por ser el lugar donde se encuentran las catacumbas de San Pablo y Santa Águeda. Estas catacumbas fueron usadas en la época romana para enterrar a los muertos, ya que, según la cultura romana, era inmundo enterrar a los muertos en la ciudad. Mdina y Rabat fueron construidas sobre una antigua ciudad romana. Las catacumbas también fueron sitios donde los primeros cristianos se reunían secretamente, hasta que Constantino I concedió la libertad de culto al cristianismo y, por tanto, se dejó de perseguir a los cristianos en el Imperio Romano. Ahora están bajo el cuidado de Patrimonio de Malta, la organización que se ocupa de la mayoría de museos y templos de Malta.

## Sitios de interés
- Capilla de San Miguel Is-Sanċir
- Iglesia de San Marcos

- Datos: Q44381
- Multimedia: Rabat, Malta / Q44381